# 拉萨格拉达
拉萨格拉达，是西班牙卡斯蒂利亚-莱昂萨拉曼卡省的一个市镇。 总面积41平方公里，总人口178人（2001年），人口密度4人/平方公里。